# South Croydon
South Croydon est une zone anglaise située au sud de Londres, dans le borough londonien de Croydon.